# モルディブにおけるLGBTの権利
モルディブでは、同性間のリレーションシップに関連する国内法は制定されていないが、シャリーアによって罰せられる場合がある。モルディブは2008年の国連総会における性的指向と性同一性に関する宣言に反対した67カ国のうちの一つである。また2011年に南アフリカによって提議された国際連合人権理事会におけるLGBTの権利に関する決議にも反対を表明していた。

## 同性間のリレーションシップに対する承認
同性結婚やシビル・ユニオン、ドメスティックパートナーは認められていない。

## 差別防止の取組み
性的指向や性同一性に基づく差別を禁じる法律はない。